# Венс (Јужна Каролина)
Венс (енгл. Vance) град је у америчкој савезној држави Јужна Каролина.

## Демографија
По попису из 2010. године број становника је 170, што је 38 (-18,3%) становника мање него 2000. године.
| Група             | 2000.       | 2010.       |
| Белци             | 30 (14,4%)  | 17 (10,0%)  |
| Афроамериканци    | 176 (84,6%) | 136 (80,0%) |
| Азијати           | 0 (0,0%)    | 11 (6,5%)   |
| Хиспаноамериканци | 0 (0,0%)    | 1 (0,6%)    |
| Укупно            | 208         | 170         |